# Хаас, Конрад
Конрад Хаас (нем. Conrad Haas; 1509, Дорнбах около Вены — 1576, Германштадт, Трансильвания, ныне Сибиу, Румыния) — средневековый изобретатель, создатель первой известной в Европе ракеты.

## Биография
Родился в Австрии, хотя происходил из баварских немцев; также его называют и трансильванским саксом. Конрад Хаас прибыл в Трансильванию в составе имперской габсбургской армии Фердинанда I в качестве специалиста по огнестрельному оружию. В 1551 году будущий трансильванский князь Иштван Батори пригласил Хааса в Германштадт (Надьсебен по-венгерски, Сибиу по-румынски). В городе он был назначен ответственным за военный арсенал.

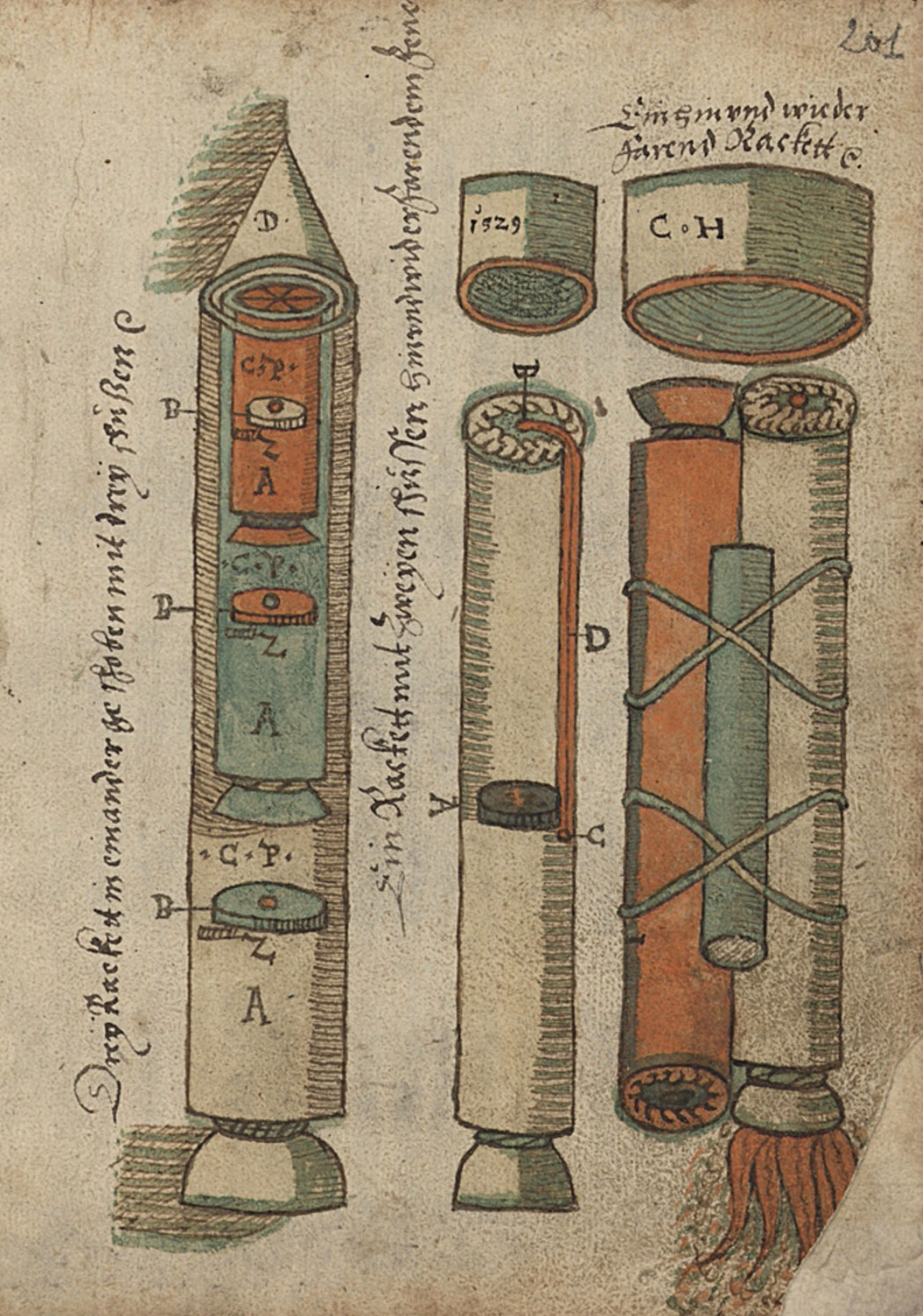
Эскиз многоступенчатой ракеты Конрада Хааса (1529)

В 1556 году Хаас издал книгу (хранится в городском архиве города Сибиу) о своей более чем 25-летней деятельности по созданию ракетной техники. Здесь на 282 страницах описываются две функции ракеты — как носителя фейерверка и как оружия. Хаас подробно описывает технические детали строительства ракет, их различные типы: многоступенчатые, параллельно-связанные. В книге представлена также идея современного космического корабля. Основное внимание уделяется применению двигательного топлива в многоступенчатых ракетах. Рассматриваются различные композиции жидкого топлива. Даются описания дельтовидных стабилизаторов и колоколообразного сопла.
Рукопись книги была обнаружена в 1961 году в городском архиве Сибиу профессором Бухарестского университета Дору Тодеричиу, получила известность как «Рукопись Сибиу»  и вызвала всплеск энтузиазма сторонников альтернативных исторических теорий и волну криптоисторических толкований (Дору Тодеричиу: Preistoria rachetei moderne. Manuscrisul de la Sibiu 1529—1569, Editura Academiei RSR, Бухарест, 1969). До её обнаружения первым автором, описавшим по сути многоступенчатую ракету, считался Казимир Семенович.